# Russkij Potam
Russkij Potam (ros. Русский Потам) – wieś (sieło) w Rosji, w obwodzie swierdłowskim, w rejonie aczickim. W 2010 liczyła 1024 mieszkańców.